# Bata Shoe Museum
Bata Shoe Museum – unikatowe na skalę światową muzeum poświęcone obuwnictwu, znajdujące się w Toronto (Ontario, Kanada). Muzeum położone jest w okolicach The Annex i uniwersytetu, w centrum miasta.
Zbiory składają się z ponad 10 000 eksponatów z całego świata i z każdej epoki historycznej. Nowoczesna bryła budynku przypomina otwarte pudełko do butów. Projektant Raymond Moriyama użył piaskowca w ciepłym, brązowym kolorze, który przypomina materiał do produkcji butów – skórę. Inne elementy nawiązujące do obiektów wystawianych w muzeum przewijają się w wystroju wnętrz. Część z pięciu pięter obiektu jest przeznaczona na ekspozycje.
Muzeum zostało założone dzięki rodzinie Bata, potentatom na rynku obuwniczym, którzy wywodzą się z Czech. Z nastaniem ustroju socjalistycznego rodzina przeniosła się do Kanady, skąd rozbudowywała swoje światowe imperium. Sonja Bata od 1940 zbierała historyczne okazy butów z całego świata, tworząc podwaliny olbrzymiego zbioru, który został następnie udostępniony szerokiej publiczności.
W 1979 powstało muzeum, a fundacja nim zarządzająca przeprowadza także badania, które wnoszą cenne informacje do wiedzy o szybko zachodzących zmianach w wielu grupach etnicznych, które zaczęły przejmować powszechnie obowiązujący w naszym społeczeństwie sposób życia. W 1995 zbudowano obecny gmach muzeum.
Eksponaty sięgają 4500 lat wstecz. Muzeum ma także pokaźną kolekcję butów sławnych ludzi – od czerwonych szpilek Marilyn Monroe z 1960, przez Adidasy jednego z najszybszych sprinterów Donovana Baileya, po Beatle Boot Johna Lennona czy zabawne „zebrowate” buty Pablo Picassa.